# Pelerine

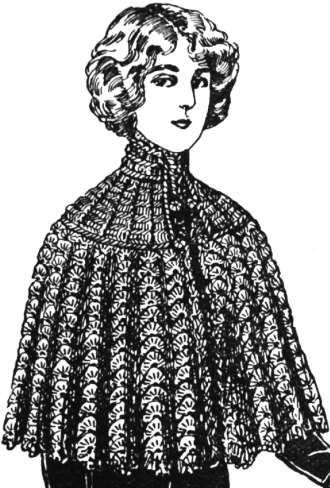
Gehäkelte Pelerine, 1911

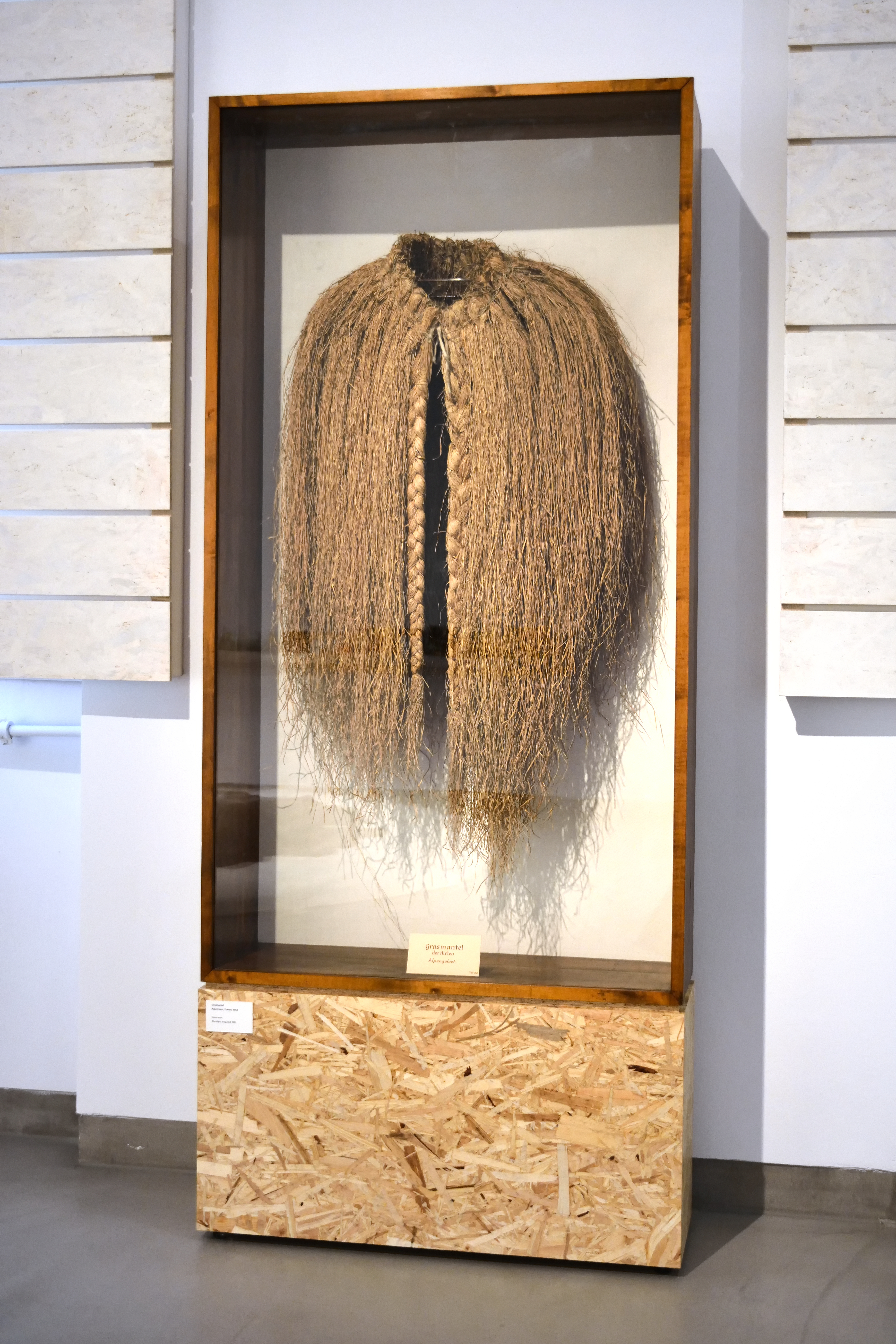
„Grasmantel“ aus den Alpen im Museum Europäischer Kulturen in Berlin (1880–1920)

Eine Pelerine (auch Pellerine oder Pelarine, von frz. pèlerine „Pilgerin“) ist ein kurzer Schulterumhang, der einem Cape ähnelt und über dem Mantel getragen wird. Die Urform der Pelerine ist der in den Alpenländern beliebte „Wetterfleck“ (oder Kotze) aus Loden oder ähnlichem Material. 